# ADN hachimoji
 (février 2019).
L'ADN hachimoji (des mots japonais 八 prononcé en japonais : [haːchiː] pour huit et 文字 prononcé en japonais : [moːjiː] pour lettre) est un analogue de l'acide désoxyribonucléique (ADN) comportant huit bases azotées différentes, quatre bases naturelles (adénine, A ; thymine, T ; cytosine, C ; guanine, G) et quatre bases non naturelles (3-méthyl-6-amino-5-
(1′-b-D-2′-désoxyribofuranosyl)-pyrimidin-2-one, S ; 6-amino-9[(1′-b-D-2′-désoxyribofuranosyl)-
4-hydroxy-5-(hydroxyméthyl)-oxolan-2-yl]-
1H-purin-2-one, B ; 6-amino-3-(1′-b-D-2′-
désoxyribofuranosyl)-5-nitro-1H-pyridin-2-one, Z ; 2-amino-8-(1′-b-D-2′-désoxyribofuranosyl)-
imidazo-[1,2a]-1,3,5-triazin-[8H]-4-one, P). Il conserve la structure en double hélice de l'ADN.